# 陶賢貞
陶賢貞（韓語：도현정），韓國電視劇編劇。

## 作品

### 電視劇
- 2003年：MBC《用生命去愛你》
- 2007年：MBC《順其自然》
- 2012年：MBN《愛情能用錢買嗎》
- 2015年：SBS《村莊：阿雉阿拉的祕密》
- 2018年：MBC《赤月青日》

### 電影
- 2005年：《The Wig（朝鲜语：가발 (영화)）》

## 外部連結
- NAVER搜索

1. ↑  .   [2018-04-20]. （原始内容存档于2019-10-19）.